# The Devil Wears Prada (banda sonora)
Esta banda sonora pertenece a la película The Devil Wears Prada (película). Esta película contó con dos álbumes, uno con la música usada en el filme pero de otros cantantes y otro con la música compuesta especialmente para el filme, la música de este segundo fue creada por Theodore Shapiro.

## Álbum n.º 1
Fue llamado "Original Soundtrack From The Devil Wears Prada". Este álbum constó de 12 canciones, los artistas incluidos en este son Madonna, Bitter:Sweet, U2, Jamiroquai, Alanis Morissette, Moby, Ray LaMontagne, Azure Ray, DJ Colette, Mocean Worker, Tamra Kennan, David Morales.
1. Vogue, Madonna - 05:19
2. Jump, Madonna - 03:46
3. Our remains, Bitter:Sweet - 4:20
4. City of Blinding Lights, U2 - 05:44
5. Seven Days in Sunny June, Jamiroquai - 04:00
6. Crazy, Alanis Morissette - 03:38
7. Beautiful, Moby - 03:10
8. How Come, Ray LaMontagne -04:28
9. Sleep, Azure Ray - 5:00
10. Feelin' Hypnotized (Black Liquid Remix), DJ Colette - 04:55
11. Tres Tres Chic, Mocean Worker - 03:39
12. Here I Am (Kaskade Radio Edit), Tamra Keenan with David Morales - 03:38
13. Suite from The Devil Wears Prada, Theodore Shapiro - 06:21

Y en la canción n.º 13 hay un pequeño resumen de la banda sonora creado especialmente para la película que dura 6 minutos con 21 segundos.

## Álbum n.º 2
Fue llamado por el nombre de "Original motion picture score from The Devil Wears Prada". Este álbum fue creado especialmente para la película consta de 33 canciones que fueron compuestas por el compositor Theodore Shapiro.
1. "She's On Her Way" - 02:00
2. "End Of The Interview" - 00:24
3. "Up And Down" - 00:39
4. "Go To Calvin Klein, Hermes And Others" - 01:01
5. "You're Already Late" - 01:06
6. "Intensive Week" - 01:25
7. "A Plane For Miranda" - 01:21
8. "She Hates Me, Nigel!" - 01:02
9. "The New Look Of Andrea" - 02:24
10. "James Holt's Collection" - 01:42
11. "The Book To My Home Tonight Andrea !" - 00:32
12. "In Miranda's House" - 02:03
13. "Andrea Goes Upstairs" - 00:48
14. "The Harry Potter Manuscript" - 02:07
15. "Meet You At The St. Regis" - 01:05
16. "That's All !" - 00:29
17. "The Gala Preparation" - 00:44
18. "You're... You're A Vision !" - 01:14
19. "Just For One Drink" - 01:17
20. "You Look Very Pretty" - 00:55
21. "Emily's Accident" - 01:16
22. "Is There Anything Else I Can Do?" - 01:28
23. "Christian And Andrea" - 01:17
24. "At The Hotel" - 00:34
25. "Andrea Find The Mockup" - 01:14
26. "Andrea Can't Speak To Miranda" - 01:43
27. "The New President : Jacqueline Follet" - 02:48
28. "Miranda And Andrea" - 02:12
29. "Nate And Andrea" - 00:56
30. "You Must Have Done Something Right" - 01:02
31. "Go" - 03:14
32. "End Titles" - 01:58
33. The Devil Wears Prada Suite (bonus) - 06:21

Todos fueron creados por Theodore Shapiro, el último tema (el 33) es el resumen de la banda sonora que fue incluido en el primer álbum.

## Canciones de la película que no fueron agregadas en el álbum
- "Blue at Couch" - Kenji Nakamura
- "Dance Floor (Le D Remix)" - The Tao of Groove
- "Every Angel" - The Push Stars
- "I Don't Love Anyone" - Belle & Sebastian
- "Jump" - Madonna
- "Les Yeux Ouverts (Dream a Little Dream)" - The Beautiful South
- "Our Remains" - Bitter:Sweet
- "Suddenly I See" - KT Tunstall*
- "Time Will Tell" - The Good Listeners
- "Vato Loco" - Latin Soul Syndicate
- "Yeah Yeah Brother" - Black Grape

*Se pensaba agregar la canción "Suddenly I See", ya que la película se inicia con esta canción, pero no se llegó a un acuerdo con la discográfica, por lo que no fue agregada.

## Enlaces
- Sitio oficial (en inglés)
- The Devil Wears Prada soundtrack

- Datos: Q3793804